# Poznań Porsche Open 2009
Il Poznań Porsche Open 2009 è un torneo professionistico di tennis maschile giocato sulla terra rossa, che faceva parte dell'ATP Challenger Tour 2009. Si è giocato a Poznań in Polonia dal 20 al 26 luglio 2009.

## Partecipanti

### Teste di serie
| Nazionalità | Giocatore             | Ranking* | Testa di serie |
| ----------- | --------------------- | -------- | -------------- |
| Cile        | Paul Capdeville       | 77       | 1              |
| Cile        | Nicolás Massú         | 93       | 2              |
| Spagna      | Rubén Ramírez Hidalgo | 106      | 3              |
| Argentina   | Sergio Roitman        | 115      | 4              |
| Portogallo  | Rui Machado           | 117      | 5              |
| Germania    | Denis Gremelmayr      | 136      | 6              |
| Australia   | Peter Luczak          | 145      | 7              |
| Francia     | Laurent Recouderc     | 146      | 8              |

- Ranking al 13 luglio 2009.

### Altri partecipanti
Giocatori che hanno ricevuto una wild card:
- Gastón Gaudio
- Marcin Gawron
- Jerzy Janowicz
- Andriej Kapaś

Giocatori passati dalle qualificazioni:
- Adam Chadaj
- Ignacio Coll-Riudavets (Lucky Loser)
- Oleksandr Dolgopolov Jr.
- Martin Kližan
- Michał Przysiężny
- Andoni Vivanco-Guzmán (Lucky Loser)

## Campioni

### Singolare
Peter Luczak ha battuto in finale  Jurij Ščukin con il punteggio di 3–6, 7–6(4), 7–6(6)

### Doppio
Sergio Roitman /  Alexandre Sidorenko hanno battuto in finale  Michael Kohlmann /  Rogier Wassen con il punteggio di 6–4, 6–4